# Dzielnica XVIII Nowa Huta

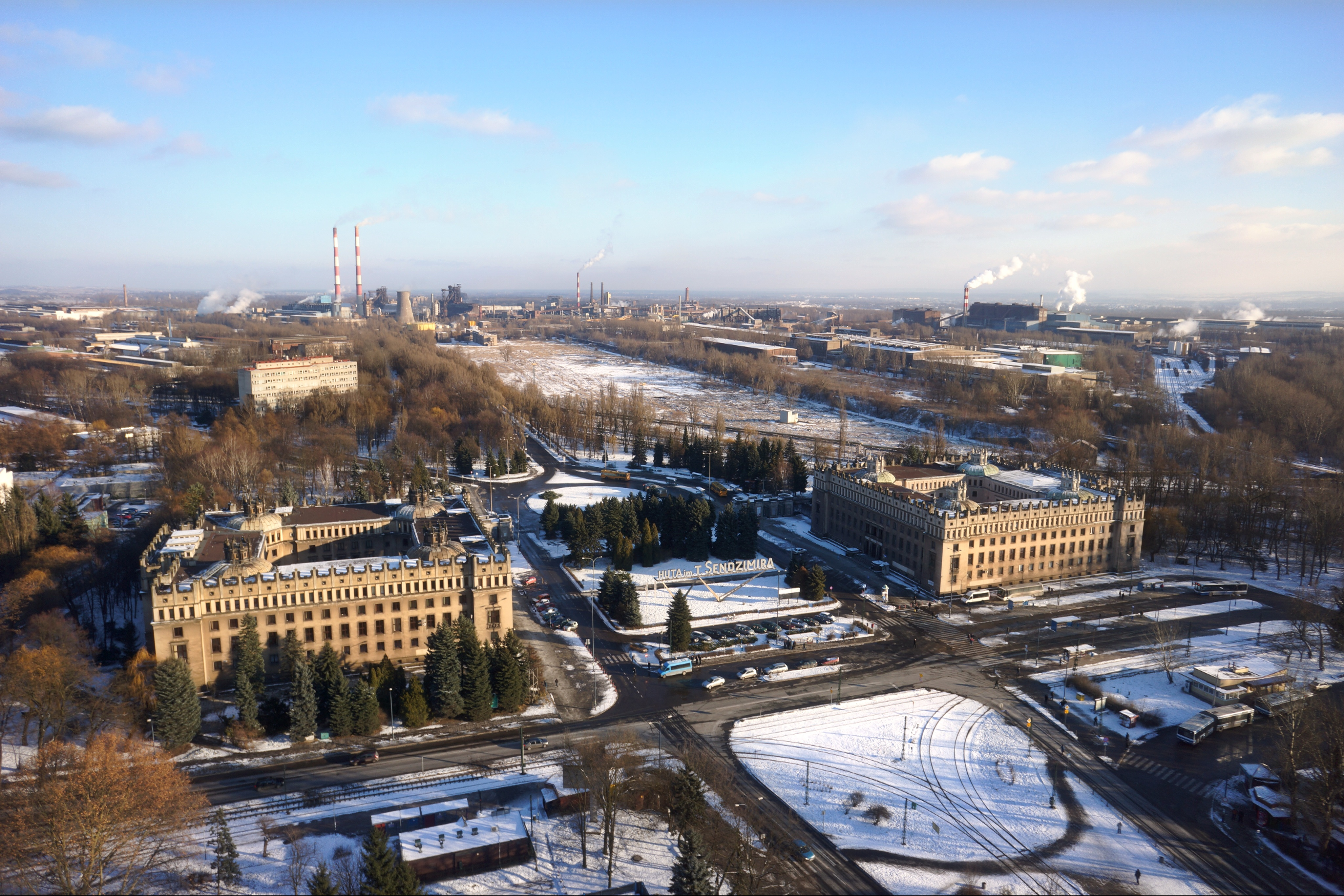
Kombinat

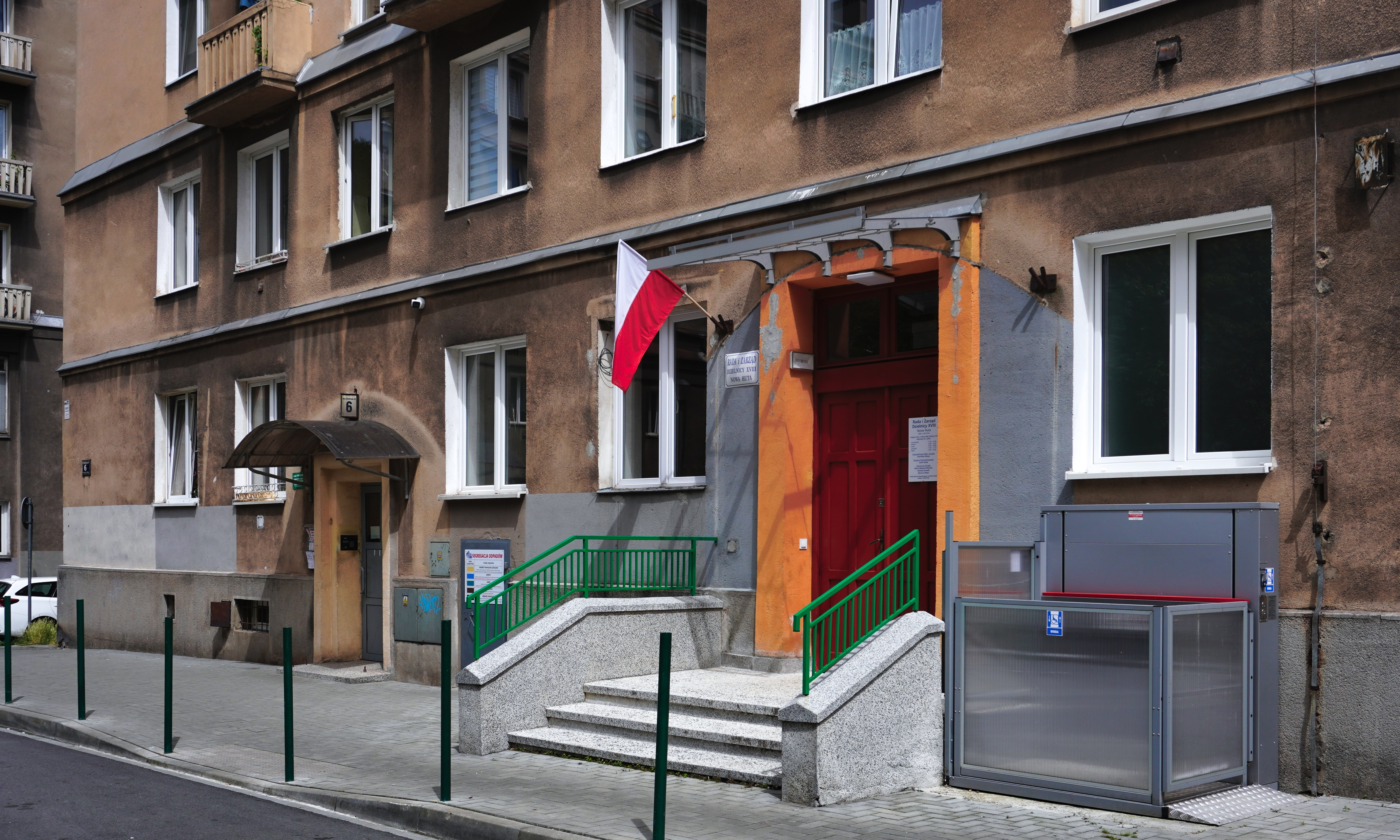
Siedziba urzędu Dzielnicy XVIII Nowa Huta w Krakowie na osiedlu Centrum B 6

Dzielnica XVIII Nowa Huta – dzielnica, jednostka pomocnicza gminy miejskiej Kraków.  Do 1990 r. wchodziła w skład dzielnicy Nowa Huta. Jest to największa pod względem powierzchni dzielnica Krakowa. Przewodniczącym Rady i Zarządu Dzielnicy w IX kadencji 2023–2028 jest Mariusz Woda.

## Siedziba zarządu
Osiedle Centrum B 6, 31-927 Kraków

## Demografia
| Rok  | Stan na koniec roku | Uwagi              |
| ---- | ------------------- | ------------------ |
| 2004 | 60.931              |                    |
| 2005 | 59.731              |                    |
| 2006 | 59.215              |                    |
| 2007 | 58.952              |                    |
| 2008 | b/d                 |                    |
| 2009 | 59.329              |                    |
| 2010 | b/d                 |                    |
| 2011 | 57.693              |                    |
| 2012 | 56.869              | stan na 21.02.2012 |
| 2013 | 56.563              | stan na 14.05.2013 |
| 2013 | 56.135              |                    |
| 2014 | 54.588              |                    |
| 2015 | 53.892              |                    |
| 2016 | 53.120              |                    |
| 2018 | 52.332              | stan na 06.01.2018 |
| 2018 | 51.234              |                    |
| 2019 | 50.392              |                    |
| 2020 | 49.260              |                    |
| 2021 | 48.194              |                    |
| 2022 | 47.250              |                    |
| 2023 | 46.581              |                    |

## Osiedla i zwyczajowe jednostki urbanistyczne
- Błonie
- Branice
- Centrum A
- Centrum B
- Centrum C
- Centrum D
- Centrum E
- Chałupki
- Chałupki Górne
- Cło
- Górka Kościelnicka
- Holendry
- Kopaniny
- Kościelniki
- Kujawy
- Mogiła
- Nowa Wieś
- Osiedle Górali
- Osiedle Handlowe
- Osiedle Hutnicze
- Osiedle Kolorowe
- Osiedle Krakowiaków
- Osiedle Lesisko
- Osiedle Młodości
- Osiedle Na Skarpie
- Osiedle Ogrodowe
- Osiedle Słoneczne
- Osiedle Sportowe
- Osiedle Spółdzielcze
- Osiedle Stalowe
- Osiedle Szklane Domy
- Osiedle Szkolne
- Osiedle Teatralne
- Osiedle Urocze
- Osiedle Wandy
- Osiedle Willowe
- Osiedle Zgody
- Osiedle Zielone
- Piekiełko
- Pleszów
- Przylasek Rusiecki
- Przylasek Wyciąski
- Ruszcza
- Stryjów
- Wola Rusiecka
- Wolica
- Wróżenice
- Wyciąże

## Granice dzielnicy
- z Dzielnicą XIII graniczy na odcinku – od przecięcia przedłużenia ul. Klasztornej z rzeką Wisłą (granica pomiędzy obrębami 58 i 59) w kierunku wschodnim środkiem rzeki Wisły do przecięcia z granicą miasta, – dalej granicę południową, wschodnią i częściowo północną stanowi granica m. Krakowa do skrzyżowania od strony północnej granicy m. Krakowa z granicami pomiędzy obrębami nr: 24 i 60,
- z Dzielnicą XVII graniczy na odcinku – od skrzyżowania granicy m. Krakowa z granicami obrębów nr: 24 i 60, w kierunku południowym granicą pomiędzy obrębami nr 24 i 60, dalej pomiędzy obrębami nr: 18 i 23 do skrzyżowania granicy pomiędzy obrębami nr 18, 23 i 19, dalej północną stroną terenów Kombinatu im. T. Sendzimira w kierunku zachodnim do przecięcia przedłużenia ul. Mrozowej z granicą Kombinatu im. T. Sendzimira, dalej południową stroną ul. Mrozowej w kierunku południowo-zachodnim do ulicy Ujastek, dalej skręca na południe i wschodnią stroną ul. Ujastek biegnie do skrzyżowania z al. Solidarności, następnie północną stroną al. Solidarności do skrzyżowania z rzeką Dłubnią,
- z Dzielnicą XVI graniczy na odcinku – od skrzyżowania Al. Solidarności z rzeką Dłubnią w kierunku południowo-zachodnim północną stroną al. Solidarności do skrzyżowania z ul. Bulwarową, dalej północną stroną ul. Bulwarowej do skrzyżowania z ul. Kocmyrzowską, dalej w kierunku południowo-zachodnim południową stroną ul. Kocmyrzowskiej do skrzyżowania z al. gen. Andersa, dalej otacza Rondo Kocmyrzowskie od strony północnej i biegnie w kierunku południowo-zachodnim północną stroną ul. Bieńczyckiej do skrzyżowania z granicą pomiędzy działkami nr: 216 i 71 w obrębie nr 7,
- z Dzielnicą XIV graniczy na odcinku – od skrzyżowania ul. Bieńczyckiej z granicami pomiędzy działkami nr 216 i 71 w obrębie nr 7 w kierunku południowo-zachodnim zachodnia stroną ul. Bieńczyckiej do ronda Czyżyńskiego otaczając go od strony północnej i wschodniej (granica pomiędzy działkami nr: 102 i 101, 35/9, 98), dalej południową stroną al. Jana Pawła II w kierunku wschodnim do skrzyżowania z ul. gen. Boruty-Spiechowicza, skręca dalej na południe i biegnie granicą pomiędzy obrębami Nr 49 i 48, dalej 48 i 54, dalej 48 i 56 do ulicy Odmętowej, dalej zachodnią stroną ulicy Odmętowej do skrzyżowania z ulicą Ziarkową, dalej na zachód, następnie na południe granicą pomiędzy obrębami 56 i 58 do ulicy Podbipięty, następnie na wschód, południową stroną ul. Podbipięty do skrzyżowania z ulicą Klasztorną i dalej na południe granicą pomiędzy obrębami nr 57 i 59 do przecięcia z rzeką Wisłą.